# Euphorbia monantha
Euphorbia monantha là một loài thực vật có hoa trong họ Đại kích. Loài này được C.Wright ex Boiss. mô tả khoa học đầu tiên năm 1862.